# Episodi di Combat Hospital
La prima ed unica stagione della serie televisiva Combat Hospital è stata trasmessa in Canada per la prima volta dall'emittente Global dal 21 giugno al 6 settembre 2011.
Negli Stati Uniti è stata trasmessa, nelle stesse date, sul canale ABC.
In Italia la stagione è andata in onda in prima visione sul canale satellitare Fox Life dal 7 giugno al 30 agosto 2012.
| nº | Titolo originale              | Titolo italiano         | Prima TV Canada  | Prima TV Italia |
| -- | ----------------------------- | ----------------------- | ---------------- | --------------- |
| 1  | Welcome to Kandahar           | Benvenuti a Kandahar    | 21 giugno 2011   | 7 giugno 2012   |
| 2  | Enemy Within                  | Corsa contro il tempo   | 28 giugno 2011   | 14 giugno 2012  |
| 3  | It's My Party                 | Scelte dolorose         | 5 luglio 2011    | 21 giugno 2012  |
| 4  | Wrong Place at the Right Time | Nel posto sbagliato     | 12 luglio 2011   | 28 giugno 2012  |
| 5  | Hells Bells                   | Le campane dell'inferno | 19 luglio 2011   | 5 luglio 2012   |
| 6  | Inner Truth                   | Verità nascosta         | 26 luglio 2011   | 12 luglio 2012  |
| 7  | Reckless                      | Irresponsabile          | 2 agosto 2011    | 19 luglio 2012  |
| 8  | On the Brick                  | Ai limiti estremi       | 9 agosto 2011    | 26 luglio 2012  |
| 9  | Shifting Sands                | Sabbie mobili           | 16 agosto 2011   | 2 agosto 2012   |
| 10 | Reason to Believe             | Una ragione per credere | 23 agosto 2011   | 9 agosto 2012   |
| 11 | Brothers in Arms              | Fratelli in armi        | 30 agosto 2011   | 16 agosto 2012  |
| 12 | Triage                        | Triage                  | 30 agosto 2011   | 23 agosto 2012  |
| 13 | Do No Harm                    | Attentato letale        | 6 settembre 2011 | 30 agosto 2012  |